# Banda Oriental

Bandeira da Província Oriental feita por José Artigas.

A Banda Oriental é como era chamado antigamente o território do império colonial espanhol do Cone Sul localizado a leste do rio Uruguai, desde a costa dos atuais estados de Paraná e Santa Catarina até o trajeto final do curso do rio que o leva a desembocar no rio da Prata, abarcando a área do atual Uruguai e do atual estado do Rio Grande do Sul. A colonização portuguesa na região do "Rio Grande de São Pedro" e no território dos Sete Povos das Missões provocou que o nome "Banda Oriental" ficasse restringido a uma área que tem a forma aproximada do atual Uruguai.

## Origem
No início do século XVII, os habitantes de Assunção, hoje capital do Paraguai, falavam de La Banda Oriental ou Banda de los Charrúas para significar os territórios que nessas latitudes davam  em La Mar del Nord (Oceano Atlântico). A área norte da Banda Oriental era chamada, em idioma guarani, de Mbiazá, Ybiazá , Ibiazá ou Ybiaçá. Ao norte destes territórios estendia-se o território de La Guayrá ou La Pinería que corresponde ao atual estado sul-brasileiro do Paraná, território que se encontrava também sob jurisdição de Assunção.
Ao final do século XVII, Ibiazá (ou La Vera como também se chamava em espanhol) correspondia às costas de Santa Catarina e do atual estado do Paraná, enquanto ao sul se falava diretamente da Banda Oriental, incluindo a então chamada Campanha de Rio Grande de São Pedro, atual região da campanha do Rio Grande do Sul.
Em 1618, La Banda Oriental foi oficialmente estabelecida como integrante do Governo do Rio da Prata (vice-reinado do Prata. Em 1775, criou-se a jurisdição de La Banda Oriental com capital em Montevidéu, abarcando os territórios do atual Uruguai e parte dos estados atuais do Rio Grande do Sul e Santa Catarina.  Pelo Tratado de Santo Ildefonso (1777), esta região é reconhecida como território espanhol e integrada ao Vice-reinado do Prata.

## Liga Federal
O Território pertenceu a Liga dos Povos Livres até 1820 por causa da Guerra contra Artigas.

## Ver btambém
- Guerra contra Artigas
- Cisplatina (província)